# 地城謎蹤
《地城謎蹤》是由台灣獨立遊戲團隊Nekolyst製作、Digital Crafter發行的2D解謎遊戲，於2021年1月15日在Microsoft Windows平台發售。任天堂Switch和iOS版遊戲年內隨後推出。
該遊戲獲得了「巴哈姆特 2020 ACG 創作大賽」的「遊戲組」銅賞。

## 遊戲機制
《地城謎蹤》是一款關卡制的解謎遊戲，總共150關。遊戲機制結合了冰塔和倉庫番，玩家要以最小行動次數來擊敗關卡內所有敵人，並移動到關卡出口來通過關卡。玩家每次行動可以選擇進行攻擊或移動，選擇攻擊時會根據目前使用武器來進行攻擊，選擇移動的話則是會一直前進直到取得道具、撞到敵人或障礙物為止。

## 外部連結
- 《地城謎蹤》在 Steam 上的頁面 （页面存档备份，存于）
- 《地城謎蹤》在 Nintendo Switch 上的頁面 （页面存档备份，存于）